# Glabella xicoi
Glabella xicoi is een slakkensoort uit de familie van de Marginellidae. De wetenschappelijke naam van de soort is voor het eerst geldig gepubliceerd in 1999 door Boyer, Ryall & Wakefield.